# Резцов, Олег Евгеньевич
Олег Евгеньевич Резцов (род. 16 марта 1959) — украинский композитор и пианист, педагог, музыкальный исследователь.

## Биография
Родился 16 марта 1959 года, в городе Ровно, Западная Украина в семье музыкантов. Окончил Кыргызский государственный институт искусств имени Б. Бейшеналиевой г.Фрунзе в 1984 году как пианист и в 1988 году как композитор. Там же в 1990 году прошёл ассистентуру-стажировку. Его учителями в разное время были Полина Цокуренко, Леонид Тамулевич, Владимир Желобков, Михаил Бурштин, Владимир Гусев, В. Браиловский. Музыку начал сочинять с 9-ти лет. Писал в разных стилях.
Выступал в составе фортепианного дуэта с пианисткой Натальей Николенко .
Много лет был преподавателем композиции в музыкальной школе и доцентом кафедры специального фортепиано в Кыргызской национальной консерватории г. Бишкек. Активно занимался концертно-лекционной деятельностью.
С 2010 года живёт в г.Винница (Украина) и работает в Винницком училище культуры и искусств им. Н. Леонтовича
С 1996 года Олег Резцов — член Союза композиторов Киргизии.
С 2012 года — член Союза композиторов Украины

## Творчество
Автор более 1000 музыкальных произведений в различных жанрах, преимущественно фортепианные, камерно-инструментальные и вокальные сочинения. Большой популярностью пользуются его детские пьесы из авторских сборников «Звездопад», «Жираф-озорник», «Бумажный кораблик», «Волшебная дверь» и др.
Композитор ведет активную музыкально-просветительскую деятельность. Его репертуар включает большое количество произведений от древнейших образцов клавирного искусства до сочинений современников. Он стремится поделиться результатами своих исследований в области музыкальной семантики и связи исполняемой музыки с другими видами искусства, акцентируя содержательно-смысловые аспекты.
Он провел более 400 концертов-лекций в разных городах.
Совместно с пианисткой Геленой Мосорюк в декабре 2008 г. организовал фестиваль искусств «Аргонавты», посвященный творчеству ряда выдающихся мастеров современной музыки, поэзии и живописи, в котором принял активное участие как исполнитель. Также совместно с Г. Мосорюк им проведено 25 полуторачасовых радиопередач «Очень старая музыка» на Радио"ОК" (1999),

## Избранные сочинения
- Соната для скрипки и фортепиано № 1 (1985)
- Трио для флейты, кларнета и фортепиано (1985)
- Соната для скрипки и фортепиано № 2 (1987)
- Концертино для кларнета и струнного оркестра(1988)
- Струнный квартет (1989)
- Концерт для фортепиано с оркестром (1990)
- Кантата для хора, солистов и камерного оркестра (1990)
- Фортепианный Квинтет (1990)
- Трио(1994)
- Трио «Романтические картины» для скрипки, виолончели и фортепиано (2000)
- Сонатина для флейты и фортепиано (2005)
- Соната-фантазия для альта и фортепиано (2008)
- Пять сонат для фортепиано,
- Соната для флейты и фортепиано,
- Пьесы для различных камерных составов,
- Тридцать сюит для фортепиано,
- Пьесы и циклы пьес для фортепиано,
- Четыре детских альбома,
- Вокальная и камерная музыка.